# Haydock Sprint Cup
Pour les articles homonymes, voir Haydock.
Groupe 1
La Haydock Park Sprint Cup est une course hippique de plat se déroulant au mois de septembre sur l'hippodrome de Haydock Park, en Angleterre.
C'est une course de groupe I réservée aux chevaux de 3 ans et plus.
Créée en 1966, promu Groupe 1 en 1988, elle se court sur environ 1 200 mètres. L'allocation s'élève à 300 000 £.

## Palmarès depuis 1988
| Année | Vainqueur         | S/A | Pays        | Père              | Jockey            | Entraîneur        | Propriétaire                   | Deuxième           | Troisième          | Temps   |
| ----- | ----------------- | --- | ----------- | ----------------- | ----------------- | ----------------- | ------------------------------ | ------------------ | ------------------ | ------- |
| 2024  | Montassib         | H.6 | Royaume-Uni | Exceed and Excel  | Cieren Fallon     | William Haggas    | The Montassib Partnership      | Kind of Blue       | Unequal Love       | 1'10"31 |
| 2023  | Regional          | H.5 | Royaume-Uni | Territories       | Callum Rodriguez  | Edward Bethell    | Future Champions Racing        | Shouldvebeenaring  | Believing          | 1'10"60 |
| 2022  | Minzaal           | M.4 | Royaume-Uni | Mehmas            | Jim Crowley       | Owen Burrows      | Shadwell Estate Co.            | Emaraaty Ana       | Rohaan             | 1'08"44 |
| 2021  | Emaraaty Ana      | F.5 | Royaume-Uni | Shamardal         | Andrea Atzeni     | Kevin Ryan        | Cheikh M. Obaid Al Maktoum     | Starman            | Chil Chil          | 1'09"10 |
| 2020  | Dream of Dreams   | M.6 | Royaume-Uni | Dream Ahead       | Oisin Murphy      | Michael Stoute    | Saeed Suhail                   | Glen Shiel         | Golden Horde       | 1'14"07 |
| 2019  | Hello Youmzain    | M.3 | Royaume-Uni | Kodiac            | James Doyle       | Kevin Ryan        | Jaber Abdullah                 | The Tin Man        | Waldpfad           | 1'12"79 |
| 2018  | The Tin Man       | H.6 | Royaume-Uni | Equiano           | Oisin Murphy      | James R. Fanshawe | Fred Archer Racing & Ormonde   | Brando             | Gustav Klimt       | 1'14"13 |
| 2017  | Harry Angel       | M.3 | Royaume-Uni | Dark Angel        | Adam Kirby        | Clive Cox         | Godolphin                      | Tasleet            | The Tin Man        | 1'13"90 |
| 2016  | Quiet Reflection  | F.3 | Royaume-Uni | Showcasing        | Dougie Costello   | Karl Burke        | Ontowainner, Strecker & Burke  | The Tin Man        | Suedois            | 1'13"45 |
| 2015  | Twilight Son      | M.3 | Royaume-Uni | Kyllachy          | Fergus Sweeney    | Henry Candy       | G. Wilson & Cheveley Park Stud | Strath Burn        | Magical Memory     | 1'12"86 |
| 2014  | G Force           | M.3 | Royaume-Uni | Tamayuz           | Danny Tudhope     | David O'Meara     | Middleham Park Racing          | Gordon Lord Byron  | Music Master       | 1'12"95 |
| 2013  | Gordon Lord Byron | H.5 | Royaume-Uni | Byron             | Johnny Murtagh    | Tom Hogan         | C. Poonawalla & M.J.Cahalan    | Slade Power        | Hoof It            | 1'12"25 |
| 2012  | Society Rock      | M.5 | Royaume-Uni | Rock of Gibraltar | Kieren Fallon     | James Fanshawe    | Simon Gibson                   | Gordon Lord Byron  | Bated Breath       | 1'10"20 |
| 2011  | Dream Ahead       | M.3 | Royaume-Uni | Diktat            | William Buick     | David Simcock     | Khalifa Dasmal                 | Bated Breath       | Hoof It            | 1'10"36 |
| 2010  | Markab            | H.7 | Royaume-Uni | Green Desert      | Pat Cosgrave      | Henry Candy       | Tight Lines Partnership        | Lady of The Desert | Genki              | 1'09"40 |
| 2009  | Regal Parade      | H.5 | Royaume-Uni | Pivotal           | Adrian Nicholls   | David Nicholls    | Dab Hand Racing                | Fleeting Spirit    | High Standing      | 1'13"74 |
| 2008  | African Rose      | F.3 | France      | Observatory       | Stéphane Pasquier | Christiane Head   | Khalid Abdullah                | Assertive          | Utmost Respect     | 1'12"81 |
| 2007  | Red Clubs         | M.4 | Royaume-Uni | Red Ransom        | Michael Hills     | Barry Hills       | Ronald Arculli                 | Marchand d'Or      | Balthazaars Gift   | 1'13"11 |
| 2006  | Reverence         | M.5 | Royaume-Uni | Mark of Esteem    | Kevin Darley      | Eric Alston       | Gary Middlebrook               | Quito              | Amadeus Wolf       | 1'15"78 |
| 2005  | Goodricke         | M.3 | Royaume-Uni | Bahamian Bounty   | Jamie Spencer     | David Loder       | Cheikh Al Maktoum              | La Cucaracha       | Ashdown Express    | 1'10"87 |
| 2004  | Tante Rose        | F.4 | Royaume-Uni | Barathea          | Richard Hughes    | Roger Charlton    | Bjorn Nielsen                  | Somnus             | Patavellian        | 1'11"58 |
| 2003  | Somnus            | M.3 | Royaume-Uni | Pivotal           | Ted Durcan        | Tim Easterby      | Legard Sidebottom & Sykes      | Oasis Dream        | Airwave            | 1'13"49 |
| 2002  | Invincible Spirit | M.5 | Royaume-Uni | Green Desert      | John Carroll      | John Dunlop       | Prince A. A. Faisal            | Malhub             | Three Points       | 1'12"44 |
| 2001  | Nuclear Debate    | H.6 | France      | Geiger Counter    | Gérald Mossé      | John Hammond      | Bob Chester                    | Mount Abu          | Monkston Point     | 1'15"39 |
| 2000  | Pipalong          | F.4 | Royaume-Uni | Pips Ride         | Kevin Darley      | Tim Easterby      | T. H. Bennett                  | Sampower Star      | Tomba              | 1'15"49 |
| 1999  | Diktat            | M.4 | Royaume-Uni | Warning           | Frankie Dettori   | Saeed bin Suroor  | Godolphin                      | Bertolini          | Arkadian Hero      | 1'11"04 |
| 1998  | Tamarisk          | M.3 | Royaume-Uni | Green Desert      | Tim Sprake        | Roger Charlton    | Highclere Racing Ltd           | Bolshoi            | Tomba              | 1'11"30 |
| 1997  | Royal Applause    | M.4 | Royaume-Uni | Waajib            | Michael Hills     | Barry Hills       | Maktoum Al Maktoum             | Danetime           | Tomba              | 1'14"46 |
| 1996  | Iktamal           | M.4 | Royaume-Uni | Danzig Connection | Willie Ryan       | Ed Dunlop         | Maktoum Al Maktoum             | Blue Duster        | Catch The Blues    | 1'09"92 |
| 1995  | Cherokee Rose     | F.4 | France      | Dancing Brave     | Cash Asmussen     | John Hammond      | Cheikh Al Maktoum              | Branston Abby      | Owington           | 1'13"74 |
| 1994  | Lavinia Fontana   | F.5 | Royaume-Uni | Sharpo            | Jason Weaver      | John Dunlop       | Cyril Humphries                | Piccolo            | Owington           | 1'11"42 |
| 1993  | Wolfhound         | M.4 | Royaume-Uni | Nureyev           | Michael Roberts   | John Gosden       | Cheikh Al Maktoum              | Catrail            | Lochsong           | 1'10"98 |
| 1992  | Sheikh Albadou    | M.4 | Royaume-Uni | Green Desert      | Bruce Raymond     | Alex Scott        | Hilal Salem                    | Mr Brooks          | Wolfhound          | 1'14"17 |
| 1991  | Polar Falcon      | M.4 | France      | Nureyev           | Cash Asmussen     | John Hammond      | Cheveley Park Stud             | Sheikh Albadou     | Shadayid           | 1'11"23 |
| 1990  | Dayjur            | M.3 | Royaume-Uni | Danzig            | Willie Carson     | Dick Hern         | Hamdan Al Maktoum              | Royal Academy      | Pharaoh's Delight  | 1'12"50 |
| 1989  | Danehill          | M.3 | Royaume-Uni | Danzig            | Pat Eddery        | Jeremy Tree       | Khalid Abdullah                | Cricket Ball       | A Prayer For Wings | 1'12"75 |
| 1988  | Dowsing           | M.4 | Royaume-Uni | Riverman          | Pat Eddery        | Jeremy Tree       | Khalid Abdullah                | Silver Fling       | Caerwent           | 1'17"24 |